# 隅谷茂子
隅谷 茂子（すみたに しげこ、1917年 - 2002年）は岐阜県出身の日本の女性史研究者。

## 生涯
大垣市立図書館を皮切りに図書館業務に携わり、早稲田大学文学部史学科の聴講生として、律令と奈良時代の戸籍について研究した。1947年、初代労働省婦人少年局東京職員室長を務めた。また、民科婦人問題部会で『現代婦人運動史年表』（三一書房、1963年）や「婦人問題懇話会」女性史研究会を通じて、女性史研究の担い手を育てた。「家」制度研究会に所属し『労働省婦人少年局資料目録　第1部 (1947-1959) (家族政策関係資料 ; 1)）』（1971年）の編さんを担当した。

## 著作
- 「私たちのあゆみ　歴史について」『働く婦人』7号（1974年）
- 「労働省婦人少年局時代―はみだし役人の記」（思想の科学研究会編「共同研究　日本占領軍その光と影・上巻」（現代史研究会、1978年）
- 「座談会　戦後婦人問題研究ことはじめ」（女たちの現在を問う会編『朝鮮戦争・逆コースのなかの女たち　銃後史ノート　戦後編』）（インパクト出版会、1986年）
- 『婦人問題懇話会会報』及び『日本婦人問題懇話会会報』中の著作一覧：国立国会図書館デジタルコレクション内